# 大竹佳那
大竹 佳那（おおたけ かな、2月6日 - ）は、日本の女優。本名は不明。佳那（かな、2019年 - ）に改名。有限会社PADMA所属。千葉県浦安市出身。

## 来歴・人物
絵本の代わりに画集を見るなどして育つ。母親が女優という過去があるため幼い頃から映画やドラマに憧れを抱く。
学生時代にCM（マツモトキヨシ）でデビュー。大学は実践女子大学に入学し、卒業と同時にTA（一級衣料管理士）、中学校第一種教諭免許（家庭科）、高等学校第一種教諭免許（家庭科）、日本サッカー協会認定U-6コーチ免許を取得。
2008年に劇団ショーGEKI『ザンダルド〜That is the wonderful world〜』女神ノーラ役に抜擢され、本格的に女優業を始める。2014年には完山京洪らが立ち上げた舞台パフォーマンスコンテスト『第5回style』にて、映像舞台『君が流出する』で優勝。同年、情報処理推進機構のショートムービー『あなたの書き込みは世界中から見られてる-適切なSNS利用の心得-』で主演を演んじ、全国の中学校・高等学校・専門学校・大学などで放送される。
2015年には映画『ねぼけ』（第39回モントリオール世界映画祭ファーストフィルムコンペティション長編部門正式出品）で売れない落語家三語郎のもう一人の彼女・砂織役として映画デビュー。映像を中心に活躍している。

## 出演

### 映像
- 再婚一直線（TBS）
- 太陽と海の教室（CX）生徒役
- 恋空（TBS、2008年）－1年B組、2年C組クラスメイト役
- 土曜ワイド劇場100の資格を持つ女（テレビ朝日、2009年）－ホステス役
- 運命の人（TBS）-80年代アイドル役
- シャキーン（Eテレ）－美容師役
- 三つのカバン編（情報処理推進機構、WEB配信）－女性社員ヒロイン役
- あなたの書き込みは世界中から見られてる‐適切なSNS利用の心得‐（情報処理推進機構、WEB配信）―英子役主演
- 伊禮恵「そこにはない未来」
- 痛快TV！スカッとジャパン「この荷物、運賃払ってるの？」(CX、2016年－2017年）ー戸田佳菜子役

### CM
- フジッコ「ぷるるん杏仁豆腐」
- マツモトキヨシ「あなたの心」学生編ー主演
- SONY GROUP「crystal aqua trees 2013」(2013年)ー主演
- 遺伝子解析ダイエットd_diet「話題のダイエットとは？」（2015年）
- バーガーキング「AKAバーガーKUROバーガー」(2015年)
- Stand by Films「人生をともにする映像」(2016年)ー主演
- ビデオソニック「Birthday/家族の誕生日 父が涙を見せたのは、あの日が最初で最後かもしれない」(2016年)ー主演
- ヤクルト ヤクルトのケール&フルーツスムージー「あなとはどっち？「栄養成分」編」（2017年）ー主演
- ヤクルト ヤクルトのケール&フルーツスムージー「あなたはどっち？「つくり方」編」（2017年）ー主演
- ヤクルト ヤクルトのケール&フルーツスムージー「ヤクルトのケール&フルーツスムージー「できました！」編」（2017年）ー主演
- docomo Xperia（2018年）ーメイン

### 映画
- ねぼけ（2016年、壱岐紀仁監督）―砂織役[3]
- 再婚騒選挙（2016年、古新舜監督）―ヒロイン福満結夏役
- 裸の劇団 いきり立つ欲望（2016年5月6日公開、監督：榊英雄）ー 河北真白役
- アリーキャット（2017年、榊英雄監督）ーみき先生役[4]
- パーフェクト・レボリューション（2017年、松本准平監督）ヒロインの母親役[5]
- さらば、ダイアモンド（文化庁委託事業ndjc、映像産業振興機構VIPO）－風俗嬢役
- 見知らぬ人の痛み（2024年4月19日公開、天野大地監督）ー臨床心理士役

### 舞台
- ショーGEKIワールド ザンダルド〜That is the wonderful world〜 （2008年、新宿シアターモリエール）－女神ノーラ役
- 独り芝居「彼女は誰かの愛しい人」（2013年、渋谷ヒカリエ）－カナ役主演
- 復興支援イベント第5回Style 映像舞台「君が流出する」（2014年）－2人の照子役主演

### その他
- 白黒写真専門雑誌「The GAZE」
- ca et la×おかだ萌萌 コラボレーション企画「art de la pluie」